# Lukas-Passion (Bach)
Die Lukas-Passion ist eine oratorische Passion, die früher Johann Sebastian Bach zugeschrieben wurde und deshalb im Bach-Werke-Verzeichnis die Nummer 246 zugeteilt bekam. Die Forschung geht inzwischen davon aus, dass das Werk größtenteils nicht von Bach selbst komponiert wurde, weshalb es heute als apokryph gilt; über in Frage kommende Komponisten gibt es verschiedene Vermutungen.
Es existiert ein um 1730 entstandenes Manuskript der Lukas-Passion, das gemäß Handschriftanalysen teilweise (nach dem Musikhistoriker Max Schneider 23 der 57 Seiten) von Bach niedergeschrieben wurde. Vermutlich führte Bach es in Leipzig auf, oder er beabsichtigte zumindest, es zu tun. Sein Sohn Carl Philipp Emanuel Bach und sein Schüler Johann Friedrich Agricola hatten es wohl fälschlicherweise als ein Werk Bachs angesehen und es in das Verzeichnis aufgenommen. Auch der Bach-Biograph Philipp Spitta sah das Werk als authentisch an. Insbesondere die Kritiker dieser Auffassung konstatierten bei dem Werk jedoch im Vergleich mit den anderen Werken Bachs eine „befremdliche Schwäche der Komposition“. Wegen Bachs Vorlieben für vollständige Zyklen (zu diesem Zeitpunkt waren die Johannes-Passion und die Matthäus-Passion bereits komponiert) erscheint es plausibel, dass er eine Lukas-Passion komponiert haben könnte. Möglicherweise nahm Bach die Lukas-Passion eines anderen, bislang nicht identifizierten Komponisten und arrangierte sie für vier Solostimmen, Chor, Orchester und Continuo – etwa, um eine dringende Frist bis Karfreitag 1730 einhalten zu können. Dann mag er davon abgesehen haben, eine eigene Lukas-Passion zu komponieren und machte sich stattdessen an die heute verschollene Markus-Passion, um die Passionstetralogie zu vervollständigen.
Christoph und Lorenz Eglhuber haben den Text mit Bach-Kompositionen (Parodie) versehen, abgesehen von Rezitativen, die sie selbst komponiert haben, und am 12. März 2024 in Hamburg unter der Leitung von Hansjörg Albrecht aufgeführt.